# Amparo Rubiales
Pour les articles homonymes, voir Rubiales (homonymie).
María Amparo Rubiales Torrejón, née le 20 octobre 1945, est une femme politique espagnole membre du Parti socialiste ouvrier espagnol (PSOE).